# اولدبوی (مانگا)
اولد بوی (ژاپنی: オールド・ボーイ هپبورن: Ōrudo Bōi) یک مجموعه مانگا ژاپنی نوشته گارون تسوچیا و به طراحی نوبوئاکی مینگیشی است. این سری از سال ۱۹۹۶ تا ۱۹۹۸، توسط انتشارات فوتاباشا در مجله ویکلی مانگا اکشن به تعداد ۸ جلد به چاپ رسید. داستان مجموعه درباره مردی ۲۵ ساله به نام گوتو شینیچی است که پس از گذراندن یک دهه حبس در زندانی خصوصی، به طور ناگهانی آزاد می‌شود. او پس از آزاد شدن، باید به دنبال افرادی که او را اسیر کردند و همچنین دلیل زندانی شدنش بگردد. بر اساس این مجموعه، فیلمی سینمایی به همین نام محصول سال ۲۰۰۳ کره جنوبی و به کارگردانی پارک چان-ووک دستمایه اقتباس قرار گرفت. پس از آن در سال ٢٠١٣ نیز فیلمی آمریکایی با همین نام و داستانی مشابه به کارگردانی اسپایک لی ساخته شد. 